# تيرو وايشيهارا
تيرو وايشيهارا (بالإنجليزية: Teruto Ishihara؛ مواليد 23 يوليو 1991) هو مُقاتل فنون قتالية مختلطة ياباني.

## وصلات خارجية
- تيرو وايشيهارا على موقع يو إف سي (الإنجليزية)
- تيرو وايشيهارا على موقع شيردوغ (الإنجليزية)
- تيرو وايشيهارا على موقع IMDb (الإنجليزية)